# Сфондрати, Паоло Эмилио
Паоло Эмилио Сфондрати (итал. Paolo Emilio Sfondrati; 21 марта 1560, Милан, Миланское герцогство — 14 февраля 1618, Тиволи, Папская область) — итальянский куриальный кардинал. Префект Трибунала Апостольской Сигнатуры справедливости с 15 июля 1591 по 23 декабря 1599. Камерленго Священной Коллегии Кардиналов с 7 января 1607 по 7 января 1608. Епископ Кремоны с 13 сентября 1607 по 19 июля 1610. Префект Священной Конгрегации Индекса с 5 августа 1611 по 14 февраля 1618. Кардинал-священник с 19 декабря 1590, с титулом церкви Санта-Чечилия с 14 января 1591 по 17 августа 1611, in commendam c 17 августа 1611. Кардинал-епископ Альбано с 17 августа 1611 по 14 февраля 1618.

## Ранние годы и образование
Родился Паоло Эмилио Сфондрати 21 марта 1560 года, в Милане, происходил из семьи городской знати, родом из Кремоны. Сын Паоло Сфондрати, графа делла Ривьера и Сиджизмонды д’Эсте. Он также указан как Паоло Камилло, а его фамилия как Сфондрато. Внучатый племянник кардинала Франческо Сфондрати (1544), племянник Папы Григория XIV (1590—1591), по линии своего отца, дядя кардинала Челестино Сфондрати, O.S.B. (1695).
Образование получил под руководством своего дяди кардинала Сфондрати, будущего Папы. Изучал право.
В ранние годы подружившись с Филиппо Нери, будущим святым, он жил в доме Святой Марии в Валличелле, когда ему было 17 лет. В связи с этим он интересовался вопросами религии и культуры, а не политики или экономики. Аббат Чивата.
Где, когда и кем был рукоположен в священники информация была не найдена.

## Кардинал
Возведён в кардинала-священника на консистории от 19 декабря 1590 года, получил красную шляпу и титул церкви Санта-Чечилия с 14 января 1591 года. Кардинал-племянник.
Губернатор Фермо с 27 января 1591 года. Легат a latere в Болонье с 30 января 1591 года по 22 августа 1592 года и Романье с 31 декабря 1590 по 19 июля 1591. Губернатор Сполето с 1591 года. Префект Трибунала Апостольской Сигнатуры справедливости с 15 июля 1591 по 23 декабря 1599.
Участвовал в Конклаве 1591 года, который избрал Папу Иннокентия IX. Участвовал в Конклаве 1592 года, который избрал Папу Климента VIII. Участвовал в первом Конклаве 1605 года, который избрал Папу Льва XI. Участвовал во втором Конклаве 1605 года, который избрал Папу Павла V.
Камерленго Священной Коллегии Кардиналов с 7 января 1607 года по 7 января 1608 года.

## Епископ
13 сентября 1607 года избран епископом Кремоны.
Епископская ординация прошла 16 сентября 1607 года, в святой капелле Лорето, в Лорето. Рукополагал кардинал Гаспаре Альфонсо Висконти, при содействии соконсекраторов: Алессандро Строцци, архиепископа Фермо и Рутилио Бенцони, епископа Лорето. Не проживал в своей епархии. Создал конгрегацию священников, подобную облатам, основанную в Милане кардиналом Карло Борромео. Подал в отставку от управления епархией до 19 июля 1610 года.
Префект Священной Конгрегации Индекса с 5 августа 1611 года до своей смерти.
17 августа 1611 года кардинал Паоло Эмилио Сфондрати был избран для сана кардиналов-епископов и субурбикарной епархии Альбано, сохранив титулярную церковь Санта-Чечилия in commendam.
Скончался кардинал Паоло Эмилио Сфондрати 14 февраля 1618 года, в Тиволи. Похоронен в церкви Санта-Чечилия-ин-Трастевере, в Риме, с написанной им эпитафией. Исполнители его воли установили памятник в его честь на левой стороне этой церкви.